# Bunnicula
Bunnicula è una serie televisiva animata nordamericana del 2016 della Warner Bros. Animation, creata da Jessica Borutski, e prodotta dalla Borutski e Maxwell Atoms. È basata sulla serie letteraria per bambini Bunnicola il coniglio vampiro, scritta da James Howe e Jessica Howe.
In Italia è in onda su Boomerang e su Boing e in anteprima su Cartoon Network e Cartoonito.

## Trama
La serie vede come protagonista Bunnicula, un coniglio vampiro con poteri paranormali che abita con Mina, una ragazzina di 14 anni. Mina trova il coniglio grazie a una chiave che la zia le ha lasciato in eredità. Con quella chiave, la ragazza scende nella cantina della casa e trova una piccola bara, che contiene Bunnicula. Bunnicula, a differenza degli altri vampiri, non è malvagio o assetato di sangue, ma è un simpatico coniglietto, divertente e giocherellone, e diventa subito uno degli animali domestici di casa.

## Personaggi e doppiatori

### Personaggi principali
- Bunnicula, voce originale di Chris Kattan, italiana di Davide Garbolino. Un coniglio vampiro, una volta animale domestico del Conte Dracula. Viene trovato da Mina in un bugigattolo nella cantina della casa. Si esprime a versi e sa dire solo un paio di parole (anche se Harold sembra capirlo bene, a differenza di Chester che non lo capisce affatto), si nutre succhiando dalle carote attraverso le zanne e possiede molti poteri legati alla magia nera o al vampirismo, come l'immortalità, una grande forza fisica, una notevole resistenza, poter staccare e riattaccare varie parti del corpo come fosse un pupazzo, trasformare le proprie orecchie in ali da pipistrello, ecc.
- Chester, voce originale di Sean Astin, italiana di Gabriele Lopez. Un gatto siamese, terrorizzato dai mostri e creature paranormali che Bunnicula attrae senza volerlo nella casa.
- Harold, voce originale di Brian Kimmet, italiana di Oreste Baldini. Il cane di Mina. È grosso, grasso, enorme, goloso e tonto. Sembra essere l'unico nella casa che capisce ciò che dice Bunnicula.
- Mina Monroe, voce originale di Kari Wahlgren, italiana di Veronica Puccio. Ha 14 anni, ed è la proprietaria di Chester, Harold e Bunnicula. Si è appena trasferita a New Orleans col padre. Ha liberato Bunnicula dal suo bugigattolo, con la chiave lasciata in eredità da sua zia. Nell'episodio finale della serie scopre la vera natura di Bunnicula, e pur rimanendone sorpresa, continuerà comunque a volergli bene per quello che è.

### Personaggi secondari
- Marsha, voce originale di Monie Mon, italiana di Claudia Scarpa. La migliora amica di Mina. Ha 14 anni ed è la padrona di Lugosi, un porcellino d'India parlante nonché servo di Bunnicula.
- Shavon, Un'orsa fantasma che ha paura dei reali. Con il suo grido sonico può spazzare via tutto.
- Patcho, voce originale di Jack Black, italiana di Francesco di Francesco. Un "umano-mannaro" ovvero un gatto che è stato morso da un umano.
- Flunicula, Il fratello minore di Bunnicula. Ha i suoi stessi poteri ma ridotti di 3 volte.

## Episodi

### Prima stagione
1. La Sciummia
2. La notte dei pesci zombi
3. Il Ragnello
4. Lacrime di alligatore
5. Sfango Harry
6. Effetti collaterali
7. Il Gufo Cavaliere
8. Sven il vichingo
9. Il figlio di Bunnicula
10. Non guardate quel video
11. La pianta carnivora
12. La maledizione dell'Umano Mannaro
13. Amor di ravanello
14. Mai più!
15. Caccia al Coniglio Vampiro
16. Il fosso dell'indegnità
17. Adotta un vampiro
18. Non entrate in quella cuccia!
19. La zampa portafortuna
20. Una cuoca fantasmagorica
21. Gatticula
22. L'acchiappasogni
23. Peperoncino fantasma
24. A cena col pupazzo
25. Tintarella di Luna
26. Karaoke da paura
27. Spiritorso
28. Non aprite quella porta!
29. Indovina l'indovinello
30. Il ritorno dell'umano mannaro
31. Il collare d'argento
32. Foto da calendario
33. I cavoletti di Russell
34. La Vampi-Zecca
35. Il cangattoniglio
36. Mai avuto paura
37. Ritratto di famiglia
38. Il mio amico immaginario
39. Un problema succoso
40. Berretto rosso